# Michael Andretti
Michael Andretti, (născut 5 octombrie 1962), a fost un pilot de Formula 1. Este fiul lui Mario Andretti, campion mondial în Formula 1 în 1978.

## Cariera în Formula 1
| Sezon | Echipă           | Puncte | Loc clasament general |
| ----- | ---------------- | ------ | --------------------- |
| 1993  | Marlboro McLaren | 7      | 11                    |

## Cariera în IndyCar
| Sezon | Echipă                | Puncte | Loc clasament general |
| ----- | --------------------- | ------ | --------------------- |
| 2001  | Team Motorola         | 35     | 34                    |
| 2002  | Team Motorola         | 26     | 38                    |
| 2003  | Andretti Green Racing | 80     | 24                    |
| 2006  | Andretti Green Racing | 35     | 24                    |
| 2007  | Andretti Green Racing | 17     | 27                    |

1. ↑  Michael Andretti, Česko-Slovenská filmová databáze